# 事物的狀態
《事物的狀態》 (德語：Der Stand der Dinge)是德國導演文·溫德斯於1982年的電影作品，並於第39屆威尼斯影展獲得金獅獎。

## 劇情
一個電影劇組於葡萄牙海邊拍攝電影，卻因為資金與電影膠片用罄而停擺，在久等不到去湊錢的製作人返回之時，導演決定自己去洛杉磯尋找製作人。

## 外部連結
- 互联网电影数据库（IMDb）上《事物的狀態》的资料（英文）
- 豆瓣电影上《事物的狀態》的資料 （简体中文）